# نشوان (صوفية)

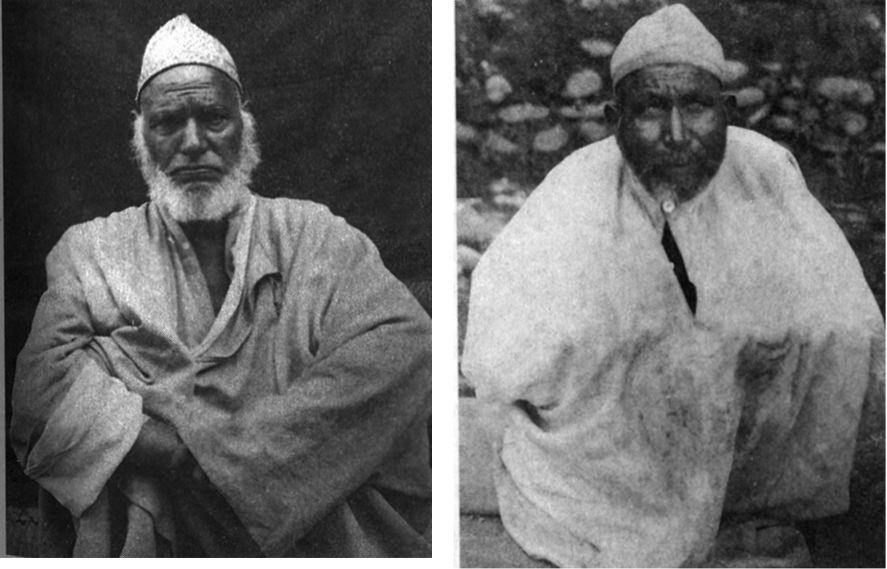

النشوان (في الفارسية «ماست») ، في الفلسفة الصوفية، هو شخص غارق في حب الله، مصحوبا باضطراب خارجي يشبه حالة السكر. وقد صاغ ماهر بابا هذه الكلمة من مصطلح الصوفية ما معنى الله «مخمورا بالله»  من المست الفارسية، بمعنى حرفيا «مخمورا». هناك تفسير آخر لأصله هو أنه مشتق من الماستي ، وهي كلمة فارسية تعني «تغلبت».

## نظرة عامة
وفقا لماهر بابا، فإن النشوان هو الشخص الذي ينشى من التجارب والنشاطات الروحية الداخلية، التي لا يمكنها العمل ظاهريًا بطريقة عادية، وقد يبدو مجنونا للمراقب  إن مثل هذه التجارب، وفقاً لمهير بابا، تنبع من حالة وعي النشوان في الإنبثاقات الداخلية. قام الطبيب البريطاني وليام دونكن بتوثيق اتصالات مهير بابا مع النشوانيين في جميع أنحاء جنوب آسيا (في المقام الأول في إيران والهند وباكستان). فشرح في مقدمة كتابه، التي كتبها ماهر بابا، حالتها الفريدة وخصائصها الخارجية. ميز بدقة حالة النشوان من الجنون ويوضح أنه في حالة الشخص المجنون، يتم تسريع العقل، بينما في حالة النشوا، يتم تبطئته. صنع مهر بابا تشبيها صوفيا (يعكس شعر حافظ) إلى سكر واحد مخمور بالنبيذ، لكن في هذه الحالة، النبيذ هو محبة الله. اتصل مهير بابا بألف نشواني في جميع أنحاء الهند وباكستان وإيران، قائلاً إنه حرّرهم من السحر ومساعدهم على مواصلة السير على الطريق الروحانية وأن يكونوا خدمة داخلية للبشرية.
يمكن أن لنشوان ان يكون بدرجات متفاوتة من خالات السالك (الواعي للعالم الخارجي) أو المجذوب (الغائص في العالم الداخلي).

## روابط خارجية
- الحجاج المخمورين بللله